# Enomotia
Enomotia (gr. enōmotía) – jednostka w wojsku spartańskim. 
Według Tukidydesa liczyła 32 żołnierzy, a według Ksenofonta 36. Wchodzący w jej skład żołnierze związani byli wspólną przysięgą.